# Andrei Alexejewitsch Amalrik

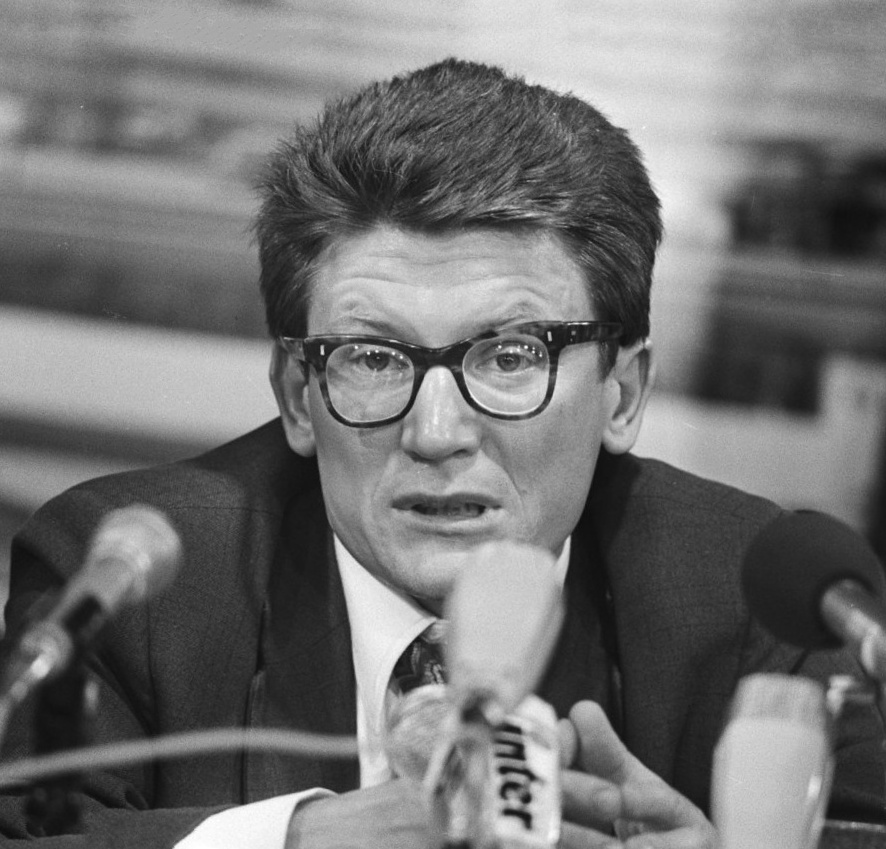
Andrei Amalrik, 1976

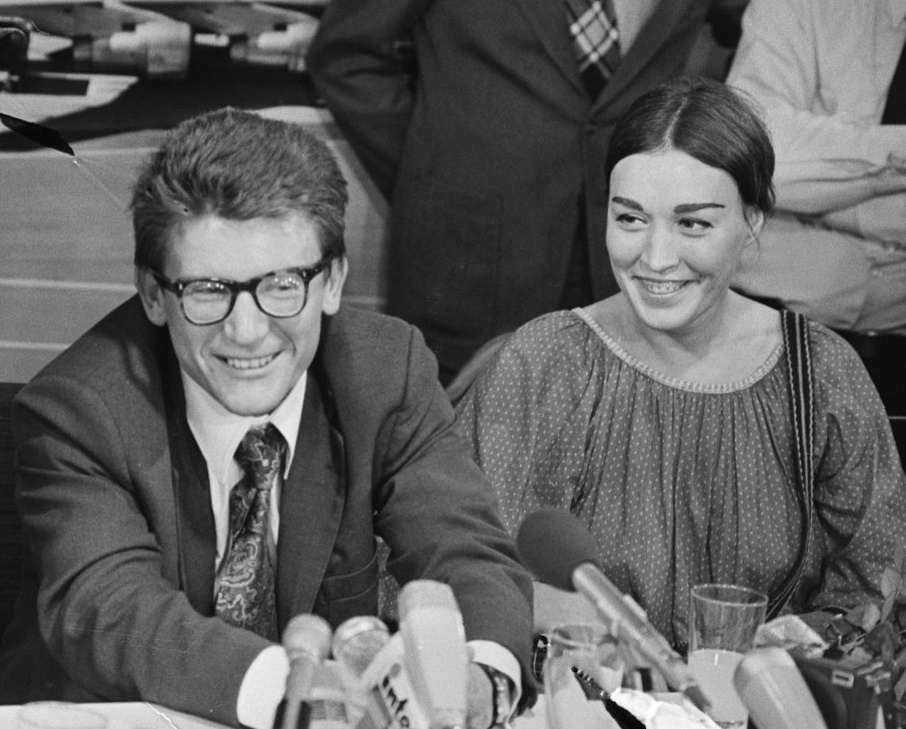
Andrei Amalrik mit seiner Ehefrau Gjusel Makudinowa, 1976

Andrei Alexejewitsch Amalrik (russisch Андрей Алексеевич Амальрик; * 12. Mai 1938 in Moskau; † 11. November 1980 bei Guadalajara, Spanien) war ein sowjetischer Historiker, Publizist, Schriftsteller und Dissident. Nach zahlreichen Zusammenstößen mit der sowjetischen Staatsgewalt erhielt er 1976 die Erlaubnis zur Ausreise aus der Sowjetunion. Vier Jahre später starb er bei einem Autounfall in Spanien.

## Leben
Amalrik wurde als Sohn des Historikers und Archäologen Alexei Sergejewitsch Amalrik und dessen Frau Zoja Grigorijewna Amalrik (geb. Schablejewa) geboren. Der junge Amalrik glänzte in der Schule öfter durch Abwesenheit, spielte gerne Eishockey und führte im Alter von 13 Jahren mit dem Puppentheater eigene Stücke auf. Kindheit und Jugend waren im Übrigen geprägt durch die totalitäre Ära des Stalinismus und den Deutsch-Sowjetischen Krieg, gefolgt von der Tauwetter-Periode. Amalriks Vater diente vor und während des Zweiten Weltkrieges in der Roten Armee und wurde im Jahr 1944 im Baltikum durch eine Mine schwer verwundet. Er erlitt 1957 einen Schlaganfall, der drei Jahre später zu einer Lähmung der rechten Körperhälfte und zum Verlust der Sprachfähigkeit führte. Seit 1960 lebte Amalriks Vater ständig bei seinem Sohn und war auf dessen Hilfe angewiesen.

### Studium und Avantgarde
Von 1959/1960 an studierte Andrei Amalrik an der Historischen Fakultät der Staatlichen Moskauer Universität Geschichte. In seiner Kursarbeit mit dem Titel “Die Normannen und die Kiewer Rus” (russisch Норманны и Киевская Русь) vertrat er die – von westlichen Historikern vertretene, dagegen von der sowjetischen Historikerschule abgelehnte – These, bei der Gründung der Kiewer Rus hätten normannische Waräger eine führende Rolle gespielt. (→Normannentheorie) Er wurde deswegen ein Jahr vor Abschluss des Studiums 1963 von der Universität verwiesen. Laut dem russischen Autor Nosik wurden Thesen und Meinungen, die nicht der offiziellen sowjetischen Darstellung entsprachen, als “dissident” bezeichnet. Deswegen wurde Amalrik zu dieser Zeit zu einem Dissidenten, ohne dass dies gleich bedeutete, dass er eine Revolution in der Sowjetunion plante. Er selbst schrieb später dazu, dass er zu diesem Zeitpunkt das politische System der Sowjetunion zwar ablehnte, aber tatsächlich nach einer Nische suchte, in der er sich mit den politischen Verhältnissen arrangieren konnte. Amalrik arbeitete in der Folgezeit als Postbote, technischer Übersetzer und Zeitnehmer bei Sportveranstaltungen.
Amalrik sammelte seit dem Ende der fünfziger Jahre zeitgenössische Werke avantgardistischer sowjetischer Künstler aus Moskau, deren Stilrichtung im Gegensatz zu der von der KPdSU seit 1932 bestimmten Stilrichtung des Sozialistischen Realismus stand und die deswegen sehr günstig zu erwerben waren. In diesem Zusammenhang lernte er auch seine spätere Frau Gjusel Makudinowa kennen, die avantgardistische Malerin tatarischer Nationalität war. Darüber hinaus schrieb er Dramen, die sich am Theater des Absurden orientierten.

### Erste Haft
Als einer der ersten Dissidenten der russischen Bürgerrechtsbewegung suchte Amalrik gezielt Kontakt zu in Moskau akkreditierten westlichen Diplomaten und Journalisten. Im Januar 1965 wurde in Moskau die Ausstellung des sowjetischen Expressionisten und Untergrundkünstlers Anatoli Swerew eröffnet; Swerew selbst wurde dazu in Amalriks Wohnung von einem US-amerikanischen Journalisten befragt – zu dieser Zeit in der Sowjetunion ein strafwürdiges Vergehen. Die Miliz und KGB suchten Amalrik auf, er wurde zu Vernehmungen vorgeladen.
Am 15. Mai 1965 wurde er zur Staatsanwaltschaft einbestellt und in der Butyrka inhaftiert. Seine Wohnung wurde durchsucht. Nach vorübergehender Freilassung wurde er vor Gericht gestellt und zu zweieinhalb Jahren Verbannung mit Zwangsarbeit verurteilt, formal als Tagedieb (Russisch: тунеядец) wegen Parasitentums. Eine Verurteilung wegen Parasitentums war in der Sowjetunion insbesondere bei kritischen Intellektuellen üblich.
Im Juni 1965 wurde Amalrik nach Stationen in den Gefängnissen von Swerdlowsk, Nowosibirsk und Tomsk ins sibirische Dorf Gurjewka gebracht, wo er in der Kolchose Kalinin arbeitete. Nach dem Tod seines Vaters erhielt er Ende September die Erlaubnis nach Moskau zu fahren. Dort machte er Gjusel Kowylewna Makudinowa einen Heiratsantrag. Im Herbst reiste er mit ihr zurück in die Verbannung ins Dorf Gurjewka und heiratete sie dort. Im Dezember fuhr Amalriks Frau zurück nach Moskau.

### Freiheit und Menschenrechtsbewegung
Am 29. Juli 1966 kehrte Amalrik nach seiner Freilassung nach Moskau zurück, wo er mit seiner Frau in einer so genannten Kommunalka in einem Zimmer wohnte. 1966 und 1967 arbeitete er an seinem ersten Buch Ungewollte Reise nach Sibirien (russisch: Нежелательное путешествие в Сибирь). Es gelang ihm, das vollendete Manuskript zum Druck in den Westen schmuggeln zu lassen. Amalrik nahm wieder am Leben der Moskauer Künstlerszene teil. Er verfasste auch Artikel über kulturelle Themen für die staatliche Nachrichtenagentur Nowosti.
Von 1968 bis 1970 arbeitete Amalrik verstärkt als Menschenrechtsaktivist. Er half die sowjetische Samisdat-Publikation Chronik der laufenden Ereignisse (Хроника текущих событий) vorzubereiten und eine Dokumentation über den Prozess gegen Dissidenten zusammenzustellen. Mit dieser wurde er allerdings im September 1968 auf einem Bahnhof erwischt, festgenommen und wieder freigelassen. Nach dem Einmarsch der UdSSR in der Tschechoslowakei begann ohnehin eine intensivere Beobachtung der Dissidentenszene durch den KGB. Amalrik musste nun wieder als Postbote arbeiten, seine Wohnung wurde zweimal durchsucht. Dennoch gelang es ihm, in dieser Zeit das Buch Erlebt die Sowjetunion das Jahr 1984? (russisch: Доживет ли Советский Союз до 1984 года?) fertigzustellen und erneut in den Westen schmuggeln zu lassen. Zur Herausgabe des Buches gab er amerikanischen Korrespondenten ein Interview, wodurch er erneut die Aufmerksamkeit der Sicherheitskräfte auf sich zog.

### Zweite Haft, Krankheit und Verbannung
Am 21. Februar 1970 wurde Amalriks Wohnung durchsucht, am 21. Mai wurde er zum zweiten Mal verhaftet. Am 12. November begann die Gerichtsverhandlung, die ihm drei Jahre Arbeitslager einbrachte. Er verbüßte seine Strafe in Kolyma und in der Region Magadan, dort insbesondere im Lager 261/3 im Dorf Talaja, wo er als Putzkraft arbeitete. Während der Haftzeit erkrankte er an Meningoenzephalitis.
Im Jahr 1973 wurde Amalrik der Verbreitung antisowjetischer Propaganda in Haftanstalten beschuldigt. Daraufhin trat er in Hungerstreik, den er nach fünf Tagen abbrach. Am 13. August wurde er erneut zu drei Jahren, diesmal verschärfter Zwangsarbeit verurteilt. Er trat abermals in Hungerstreik und wurde zwangsweise ernährt. Als das Urteil von verschärfter Zwangsarbeit zu Verbannung abgemildert wurde, beendete er den Hungerstreik. Während der Zeit der Verbannung lebte er in Magadan und arbeitete an einem Institut der Sowjetischen Akademie der Wissenschaften. Im Januar 1975 machte ihm der KGB den Vorschlag, seine Ausreise nach Israel zu beantragen.

### Freilassung und Ausreise
Am 6. Mai 1975 wurde Amalrik freigelassen und fuhr nach Moskau. Sein Antrag auf Ausstellung eines Passes und einer Aufenthaltsgenehmigung für Moskau wurde abgelehnt. Er bekam eine Aufenthaltsgenehmigung für den Weiler Worsino bei Borowsk im Bezirk Kaluga. Er hielt sich illegal in Moskau auf und half dort bei der Gründung der Moskauer Helsinki-Gruppe, die in der Folgezeit unter Berufung auf die Schlussakte von Helsinki die Respektierung der Menschenrechte forderte.
Nachdem er aus Holland eine Einladung bekommen hatte, willigte Amalrik in die Ausreise ein und nutzte noch einmal die letzte Gelegenheit zu einer Rundreise durch Russland. Am 17. Mai 1976 erhielt er ein Ausreisevisum für Holland und Israel. Am 15. Juli reiste er nach Amsterdam.

### Exil und Tod
Die folgenden Jahre arbeitete Amalrik als Literat und Publizist im Exil. Auf der Fahrt nach Madrid zu einer Konferenz über Menschenrechtsfragen starb er bei einem Autounfall am 12. November 1980 in der Nähe der spanischen Stadt Guadalajara.

## Zitat

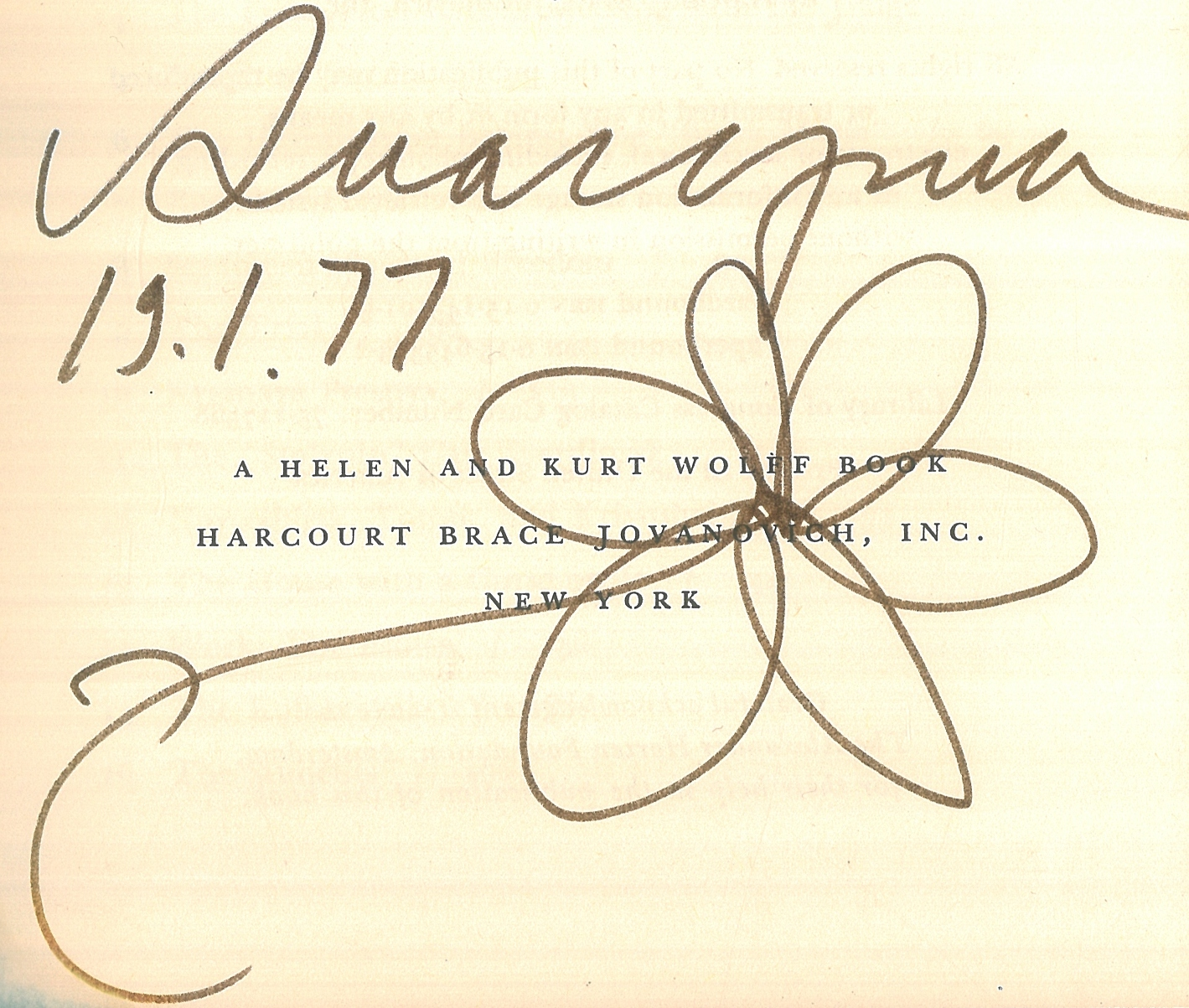
Unterschrift

- Die Andersdenkenden vollbrachten eine Tat von genialer Einfachheit – in einem unfreien Land begannen sie, sich wie freie Menschen zu benehmen.

## Werke

### Russische Ausgaben zu Lebzeiten
- Erlebt die Sowjetunion das Jahr 1984? Amsterdam, Herzen-Stiftung 1969 (russisch: Просуществует ли Советский Союз до 1984 года? Амстердам: Фонд им. Герцена, 1969). In Russland einem breiten Publikum zum ersten Mal 1990 in der Zeitschrift Ogonjok Nr. 9, Seite 18 bis 22 auszugsweise zugänglich gemacht.
- Unfreiwillige Reise nach Sibirien (Нежеланное путешествие в Сибирь) New York: Harcourt Brace Jovanovich, 1970. Online auf Russisch hier
- Theaterstücke Amsterdam, Herzen-Stiftung 1970 (russisch: Пьесы. Амстердам: Фонд им. Герцена, 1970)
- Artikel und Briefe Amsterdam, Herzen-Stiftung 1971 (russisch: Статьи и письма: 1967—1970. Амстердам: Фонд им. Герцена, 1971. 100 с. Б-ка Самиздата; № 2)
- Die UdSSR und der Westen in einem Boot London, Overseas Publications Interchange 1978 (russisch: СССР и Запад в одной лодке. Лондон: OPI, 1978 241 с)

### Russische Ausgaben nach dem Tod
- Aufzeichnungen eines Dissidenten Ann Arbor Ardis 1982 (russisch: Записки диссидента. Анн-Арбор Ардис, 1982)
- Rasputin. Dokumentarische Erzählung (Распутин. Документальная повесть) Moskau, Slowo 1992

### Deutsche Erstausgaben
- Kann die Sowjetunion das Jahr 1984 erleben? Diogenes Verlag, Zürich 1970.
- Unfreiwillige Reise nach Sibirien. Wegner Verlag, Hamburg 1970.
- UdSSR – 1984 und kein Ende. Essays. Ullstein Verlag, Frankfurt am Main 1981.
- Aufzeichnungen eines Revolutionärs. Ullstein Verlag, Frankfurt am Main 1983, ISBN 3-550-06366-0
- Kann die Sowjetunion das Jahr 1984 erleben? Deutschsprachige Neuausgabe, Diogenes Verlag, Zürich 1992 (= Diogenes-Taschenbuch; 20005), ISBN 3-257-20005-6. (Mit einem Nachwort von Christoph Neidhart: Andrej Amalriks Leitfaden zum Untergang der Sowjetunion. Ein historisches Dokument.)

### Englisch
- Wolfgang Kasack, Maria Carlson, Jane T. Hedges: Dictionary of Russian Literature Since 1917, Columbia University Press, New York 1988, ISBN 0-231-05242-1.

### Russisch
- Boris Nosik: (dt. etwa) Russen des 20. Jahrhunderts, die auf einem Friedhof bei Paris begraben sind. (russisch Русский XX век на кладбище под Парижем), Verlag “Goldenes Zeitalter” (russisch Золотой век) 2005, ISBN 5-342-00100-5.

### Polnisch
- Katarzyna Duda: (dt.etwa) Andrei Amalrik – Ein russischer Dissident (polnisch Andriej Amalrik – rosyjski dysydent), Verlag der Jagiellonen-Universität Krakau 2010, ISBN 978-83-233-2961-9 (online, abgerufen am 18. September 2022)